# Freiwurf (Film)
Freiwurf (Original: Hoosiers) ist ein 1986 veröffentlichter US-amerikanischer Sportfilm nach einer wahren Begebenheit aus dem Jahr 1954. Die Hauptrollen neben Gene Hackman spielten Barbara Hershey und Dennis Hopper, Regie führte David Anspaugh.
Als Hoosiers bezeichnen sich die Bewohner des US-Bundesstaates Indiana.

## Handlung
1951 erhält der eigensinnige und häufig aneckende Trainer Norman Dale (Gene Hackman) eine letzte Chance, sich zu bewähren; er soll das Basketballteam einer High School in dem US-amerikanischen Provinznest Hickory im Staate Indiana trainieren. Trotz schwieriger Umstände, viel Kritik und Ablehnung versucht er, das Team zum Erfolg zu führen.
Mit viel Geduld, Beharrlichkeit, Leidenschaft, hartem Training und einer zusammengeschweißten talentierten Mannschaft, Hoosiers genannt, erfüllt sich allmählich der Traum aller Beteiligten. Mit dem Gewinn der Landesmeisterschaft schreibt die Mannschaft Geschichte.

## Produktion
Pizzo und Anspaugh fanden für das Drehbuch erst nach zwei Jahren Investoren. Trotz der scheinbaren Zustimmung genehmigten diese nur ein Produktionsbudget von sechs Millionen US-Dollar, was sie zwang, die meisten Darsteller des „Hickory“-Basketballteams und viele der Statisten aus Gemeinden rund um den Drehort New Richmond in Indiana zu engagieren. Hauptdarsteller Gene Hackman, der die schlecht bezahlte Rolle nur aus akuter Geldnot angenommen hatte und das Drehbuch für misslungen hielt, mutmaßte sogar, dass der Film zum „Karrierekiller“ für ihn und den Regisseur werden würde.

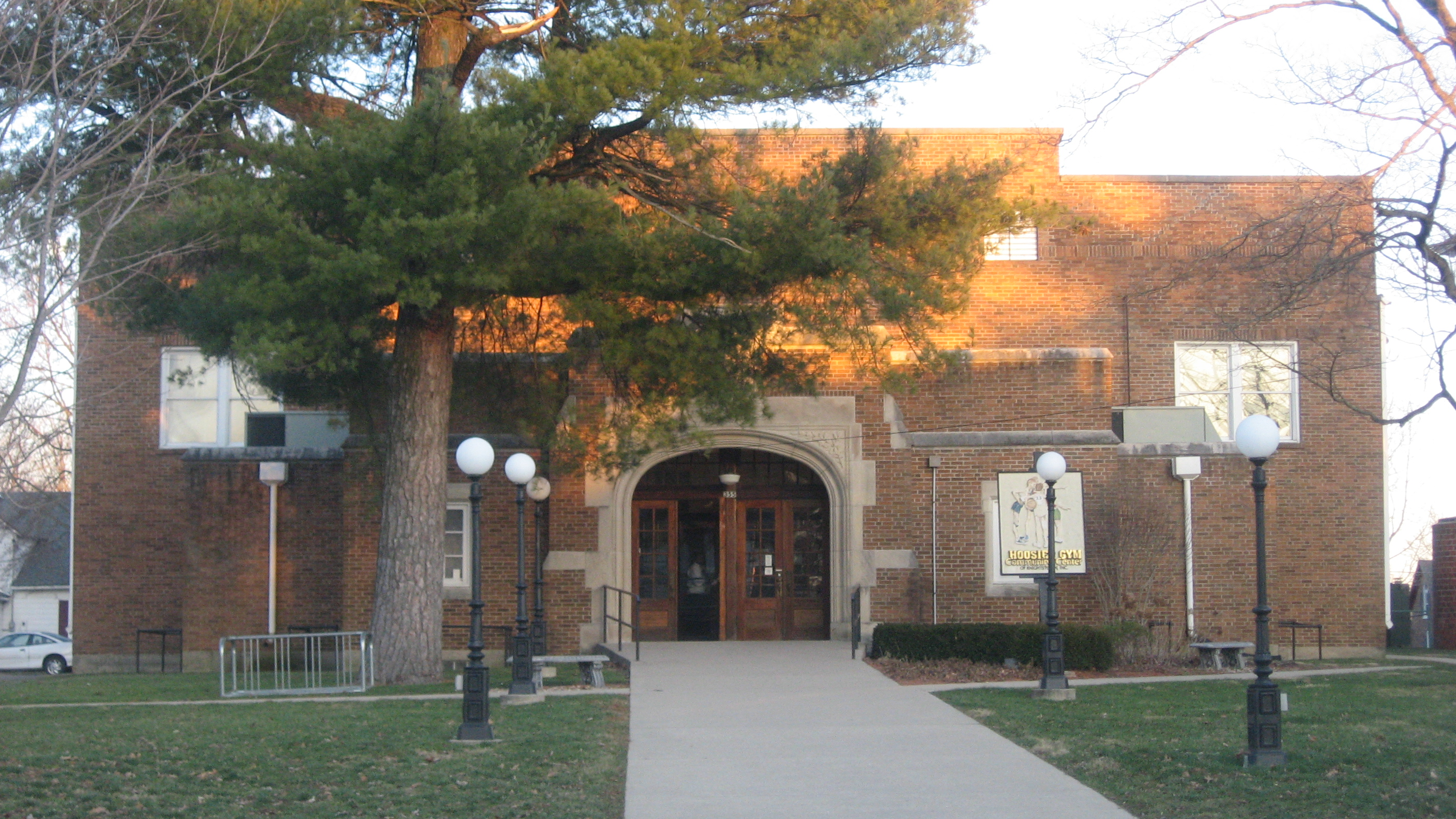
Turnhalle von Knightstown

Die Produzenten des Films wählten New Richmond in Indiana als die fiktive Stadt Hickory aus und drehten die meisten Szenen in und um die Gemeinde. Schilder an den Zufahrtsstraßen nach New Richmond erinnern noch heute an die Rolle der Stadt im Film. Das alte Schulhaus in Nineveh wurde für einen Großteil der Szenen im Klassenzimmer sowie weitere Szenen des Films verwendet und eine Mehrzweckhalle im benachbarten Knightstown wurde zur Sporthalle des fiktiven Hickory; sie ist heute als „Hoosier Gym“ bekannt.
Während der Dreharbeiten im Herbst 1985, die in der Hinkle-Fieldhouse-Sportarena der Butler-Universität in Indianapolis stattfanden, konnten die Regisseure auch nach mehreren Casting-Aufrufen in den Medien nicht genügend Komparsen für die Schlussszenen des Films finden. Um die Tribünen zu füllen, luden sie zwei der örtlichen High-School-Mannschaften ein, deren Spiele in das Hinkle Fieldhouse zu verlegen. Die Broad Ripple High School und die Bishop Chatard High School, Alma Mater des Darstellers Maris Valainis, der die Rolle des Jimmy Chitwood spielte, willigten ein und die Zuschauer der High-School-Mannschaften wurden gefilmt. Die Fans beider Schulen wurden dazu mit den historischen Trikots von 1954 ausgestattet, um als Statisten zu fungieren und Hunderte von Einheimischen zu ergänzen, die dem Casting-Aufruf gefolgt waren. In der Halbzeitpause und nach dem Spiel gingen die Schauspieler auf das Spielfeld, um die Szenen der Staatsmeisterschaft von 1954 zu drehen, darunter auch den Siegestreffer von „Hickory“.
Kurz nach der Veröffentlichung des Films wurden fünf der Basketballspieler von der NCAA für drei Spiele ihrer realen Basketballteams ausgeschlossen. Die NCAA begründete das damit, dass die Spieler bezahlt worden waren, Basketball zu spielen: dies stelle einen Regelverstoß im College-Basketball dar.

## Filmmusik
Die Filmmusik wurde vom Komponisten Jerry Goldsmith geschrieben. Goldsmith verwendete eine Mischung aus orchestralen  und elektronischen Elementen, die im Kontrast zur Kulisse der 1950er Jahre stehen. Er trug auch dazu bei, die Musik mit dem Film zu verbinden, indem er die aufgezeichneten Geräusche von Basketbällen auf dem Boden einer Sporthalle als zusätzliche Schlaginstrumente einsetzte. Der Filmkritiker Paul Attanasio der Washington Post lobte den Soundtrack und schrieb: „Und er ist wunderbar (und innovativ) vertont (vom Komponisten Jerry Goldsmith), der Elektronik mit symphonischen Effekten verwebt, um ein Gefühl für die rhythmische Energie des Basketballs in einer traditionellen Umgebung zu schaffen.“
Bis 2012 war der Soundtrack vor allem unter dem europäischen Titel Best Shot erhältlich, wobei mehrere  Titel aus dem Film nicht auf dem Album enthalten waren. Im Jahr 2012 veröffentlichte das Musiklabel Intrada Records die komplette Partitur von Goldsmith auf CD.
Später arbeitete Goldsmith erneut mit den Filmemachern Angelo Pizzo und David Anspaugh in ihrem Sportfilm Touchdown – Sein Ziel ist der Sieg (Rudy) aus dem Jahr 1993 zusammen.

## Auszeichnungen
Trotz des geringen Budgets, düsterer Voraussagen Hackmans (der seine Meinung allerdings änderte, als er den Rohschnitt des Films sah) und der geringen Unterstützung durch die Verleihfirma Orion Pictures spielte Freiwurf über 28 Millionen US-Dollar ein und wurde 1987 in zwei Kategorien für den Oscar nominiert. Jerry Goldsmith erhielt für seine Komposition eine Oscar-Nominierung in der Kategorie „Beste Filmmusik“ (englisch „Best Original Score“), obwohl letztlich Herbie Hancock den Oscar für Um Mitternacht gewann. Dennis Hopper wurde als „Bester Nebendarsteller“ nominiert.
Viele Kritiker bezeichneten Freiwurf als einen der besten US-amerikanischen Sportfilme aller Zeiten; die Leser von USA Today wählten ihn zum besten Sportfilm aller Zeiten. Die Library of Congress nahm Freiwurf im Jahr 2001 als „kulturell, historisch oder ästhetisch bedeutsam“ in die National Film Registry der Vereinigten Staaten auf, was zum Teil auf eine besonders große Anzahl von Nominierungen durch Bürger aus Indiana zurückzuführen war. Das American Film Institute setzte den Film auf Platz 13 seiner „100 Years… 100 Cheers“-Liste der inspirierenden Filme und veröffentlichte im Juni 2008 seine „Top Ten“ der besten Filme in zehn klassischen  Filmgenres – nach einer Umfrage unter mehr als 1500 Medienschaffenden. Freiwurf wurde als viertbester Film im Genre „Sport“ ausgezeichnet.
Zu Ehren des 30-jährigen Jubiläums des Films ging MGM im Jahr 2015 eine Partnerschaft mit den Indiana Pacers ein. Die Mannschaft trug bei ausgewählten Spielen der regulären NBA-Saison 2015/16 vom Film inspirierte „Hickory“-Trikots.
Im April 2017 sagte auch der damalige US-Vizepräsident Mike Pence, während er mit einer Gruppe von Journalisten auf einem Flug von Indonesien nach Australien unterwegs war, dass für ihn Freiwurf der „beste Sportfilm aller Zeiten“ sei.

## Kritik
- „Ein flott erzählter, typisch amerikanischer Sport- und Aufsteigerfilm; nostalgisch und sehr gefühlsbetont, aber darstellerisch über dem Durchschnitt.“ – Filmdienst[22]